# کیورک
کیورک (به لاتین: Kyurek) یک منطقهٔ مسکونی در روسیه است که در داغستان واقع شده‌است.